# Xerraire crestablanc
El xerraire crestablanc (Garrulax leucolophus) és una espècie d'ocell de la família dels leiotríquids (Leiothrichidae) que habita el pis inferior del bosc des de Nepal, nord i est de l'Índia, sud-est de Bangladesh i sud-oest de la Xina fins gran part del Sud-est Asiàtic.